# Esther Dumons
Esther Dumons (17 de agosto de 1997) es una deportista neocaledonia que compite en judo. Ganó una medalla de plata en el Campeonato de Oceanía de Judo de 2018 en la categoría de –70 kg.

## Palmarés internacional
| Campeonato de Oceanía | Campeonato de Oceanía | Campeonato de Oceanía | Campeonato de Oceanía |
| Año                   | Lugar                 | Medalla               | Categoría             |
| --------------------- | --------------------- | --------------------- | --------------------- |
| 2018                  | Numea (Francia)       | Medalla de plata      | –70 kg                |